# Трудомирівка
Трудомирівка — село в Україні, у Великомихайлівській селищній громаді Роздільнянського району Одеської області. Населення становить 33 осіб.
До 17 липня 2020 року було підпорядковане Великомихайлівському району, який був ліквідований.

## Населення
Згідно з переписом 1989 року населення села становило 40 осіб, з яких 12 чоловіків та 28 жінок.
За переписом населення 2001 року в селі мешкали 32 особи.

### Мова
Розподіл населення за рідною мовою за даними перепису 2001 року:
| Мова       | Відсоток |
| ---------- | -------- |
| українська | 84,85 %  |
| російська  | 15,15 %  |